# Ona Meseguer
Ona Meseguer Flaqué (Barcelona, 20 de fevereiro de 1988) é uma jogadora de polo aquático espanhola, medalhista olímpica.

## Carreira
Meseguer fez parte da equipe da Espanha que conquistou a medalha de prata nos Jogos Olímpicos de 2012, em Londres.